# Plaza San Martín (Rosario)

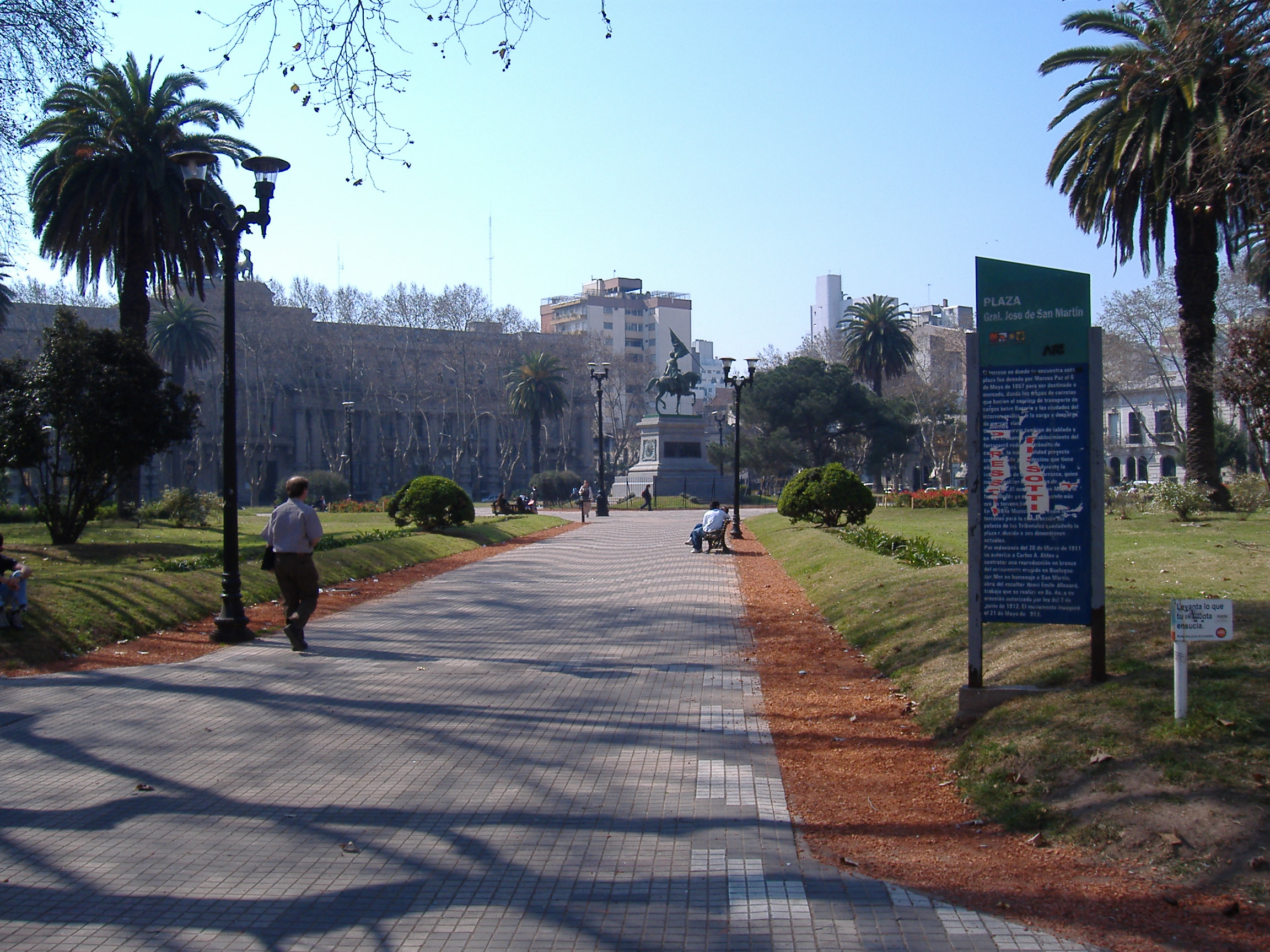
Frente noroeste.

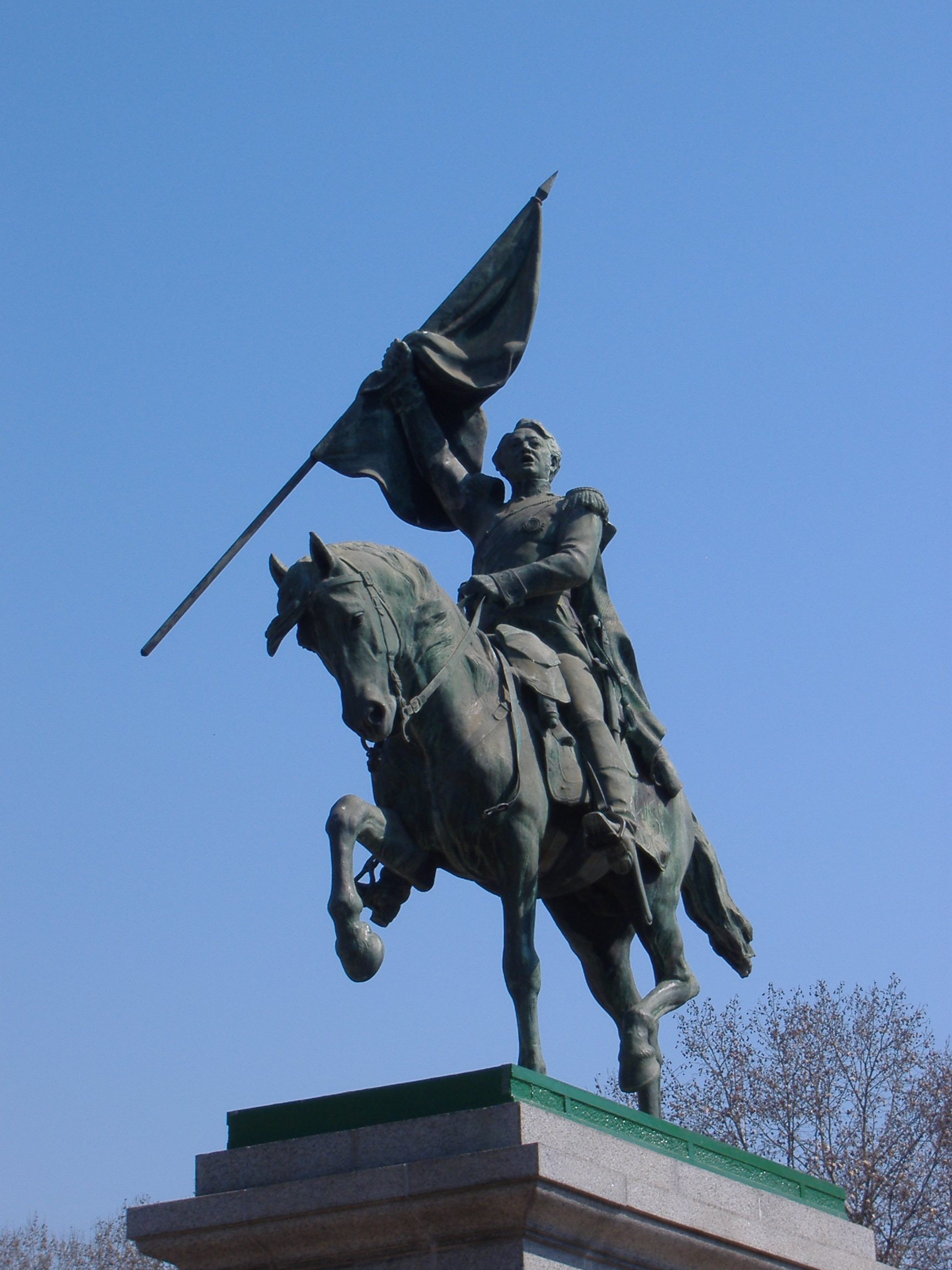
Estatua de San Martín.

La Plaza San Martín  es una plaza de Rosario, Santa Fe, Argentina, bautizada así en homenaje al General José de San Martín, héroe de la Guerra de la Independencia argentina.
La plaza San Martín se encuentra ubicado en la zona céntrica de Rosario, ocupando la manzana delimitada por las calles Santa Fe, Dorrego, Córdoba y Moreno, a lo largo del Paseo del Siglo, histórico tramo de calle Córdoba. En el centro de la plaza hay una estatua de bronce del general, montado y llevando la bandera argentina. La estatua es una copia de un monumento erigido en la ciudad francesa de Boulogne-sur-Mer (lugar de exilio del prócer y donde falleció) y se inauguró el 21 de mayo de 1913.

## Alrededores
La plaza está flanqueada por importantes edificios, entre ellos el ex Palacio de Tribunales, ahora sede de la Facultad de Derecho de la Universidad Nacional de Rosario y del Museo Provincial de Ciencias Naturales Ángel Gallardo, y la ex sede de la Policía Provincial de Santa Fe, ahora una delegación del gobierno de la provincia y sede de un pequeño museo de la última dictadura (Centro Popular de la Memoria).

## Historia
Se encuentra delimitada por las calles Córdoba, Moreno, Santa Fe y Dorrego.
El terreno donde se encuentra la plaza fue donado por Marcos Paz, en 1857, y fue mucho mayor que en la actualidad (la ampliación de varias cuadras hacia el sur). Su propósito era servir como un mercado, donde las carretas de carga que entraban y salían de Rosario hacia otras ciudades del litoral dejaban sus mercaderías.
Cuando el sistema ferroviario se creó, en 1871, el gobierno municipal proyecta la construcción de una plaza, la que se denominó Plaza San Martín ya en 1884, si bien es todavía un lote vacío. En 1888, el municipio renunció a la mayor parte de las tierras para la construcción de los Tribunales, dejando el terreno con sus actuales dimensiones. En 1891, el intendente Gabriel Carrasco comenzó las obras de jardinería en el sitio.

## Actividades
En la cuadra que da a calle Córdoba, funciona una feria ecológica, en la cual se pueden comprar frutas y verduras "orgánicas".Además, ha sido una de las tantas plazas y espacios públicos de Rosario donde se realizan canjes de reciclables, que consisten en la recepción de cartones, papel, plástico, vidrio, metal y telgopor limpios y secos a cambio de productos sustentables. Este tipo de acciones impulsadas por la Municipalidad de Rosario tienen por objetivo promover la separación de residuos en el hogar, fomentando la economía circular, la reducción, la reutilización y el reciclaje, para disminuir el entierro de residuos y reducir la presión sobre el ambiente.